# Heilig-Hartkerk (Wiesbaden-Sonnenberg)
De Kerk van het Heilig Hart van Jezus (Duits: Herz-Jesu-Kirche) is een rooms-katholieke parochiekerk in Sonnenberg, een stadsdeel van de Duitse stad Wiesbaden. In het stadsdeel Biebrich bevindt zich de tweede Heilig-Hartkerk van Wiesbaden.

## Locatie
De Heilig-Hartkerk is gelegen aan de Schuppstraße 21 te Wiesbaden.

## Geschiedenis
De kerk werd in 1890 ingewijd. Boven de ingang van de kerk bevindt zich een uit koperplaat geslagen voorstelling van Jezus als Goede Herder. Het kerkschip en de altaarruimte zijn met neogotische beschilderingen gedecoreerd. De gebrandschilderde ramen stellen motieven uit het Oude en Nieuwe Testament voor. Het tabernakel en de ambo werden in 1982 door een kunstsmid uit Maria Laach vervaardigd. Een naast het altaar opgestelde crucifix dateert uit de 18e eeuw. In het rechter zijschip bevindt zich het Maria-altaar met een voorstelling van de Moeder Gods. Op het linker zijaltaar staat een pas gerestaureerd Heilig Hartbeeld. Bij de ingang van de kerk hangt een gouden icoon en een piëta.

## Bezienswaardigheden
- Koperschilderij De Goede Herder (1901)
- Het neogotische interieur met de beschildering
- Crucifix (18e eeuw)
- Neogotische Madonna (20e eeuw)
- Heilig Hartbeeld (19e eeuw)
- Piëta (19e eeuw)
- Icoon (19e eeuw)